# Lourdes (Canada)
Lourdes is een gemeente (town) in de Canadese provincie Newfoundland en Labrador. De gemeente ligt op het schiereiland Port au Port in het westen van Newfoundland.

## Geografie
Lourdes ligt in het noorden van Port au Port, bij de oevers van de Saint Lawrencebaai aan de Newfoundlandse westkust. 
De gemeente grenst in het zuidoosten aan het local service district West Bay. Lourdes ligt voorts zo'n 5 km ten noordoosten van Three Rock Cove en zo'n 5 km ten zuidwesten van Winterhouse.

## Geschiedenis
In 1969 werd het dorp een gemeente met de status van local government community (LGC). In 1980 werden LGC's op basis van The Municipalities Act als bestuursvorm afgeschaft. De gemeente werd daarop automatisch een community om een aantal jaren later uiteindelijk een town te worden.

## Demografie
Demografisch gezien is Lourdes, net zoals de meeste kleine dorpen op Newfoundland, al decennia aan het krimpen. Tussen 1976 en 2016 daalde de bevolkingsomvang van 987 naar 465. Dat komt neer op een daling 522 inwoners (-53%) in 40 jaar tijd. In 2016–21 was er echter een beperkt herstel.
| Demografische ontwikkeling van Lourdes tussen 1951 en 2021 |
| ---------------------------------------------------------- |
|                                                            |
| Bron: 1951–1986, 1991–1996, 2001–2006, 2011–2016, 2021     |

### Taal
Het schiereiland Port au Port is een van de enige gebieden in de provincie met een aanzienlijke Franstalige minderheid, de zogenaamde Franco-Newfoundlanders. Hoewel in 2021 bijna alle inwoners van Lourdes het Engels als moedertaal hadden, waren er tien mensen die het Frans als (al dan niet gedeelde) moedertaal hadden. In totaal waren 40 mensen (8%) er in 2021 het Frans machtig.

## Gezondheidszorg
Gezondheidszorg wordt in de gemeente aangeboden door de Lourdes Medical Clinic. Deze lokale zorginstelling valt onder de bevoegdheid van de NL Health Services (en tot april 2023 onder die van de gezondheidsautoriteit Western Health). Ze biedt de inwoners uit de omgeving alledaagse eerstelijnszorg aan.

## Galerij

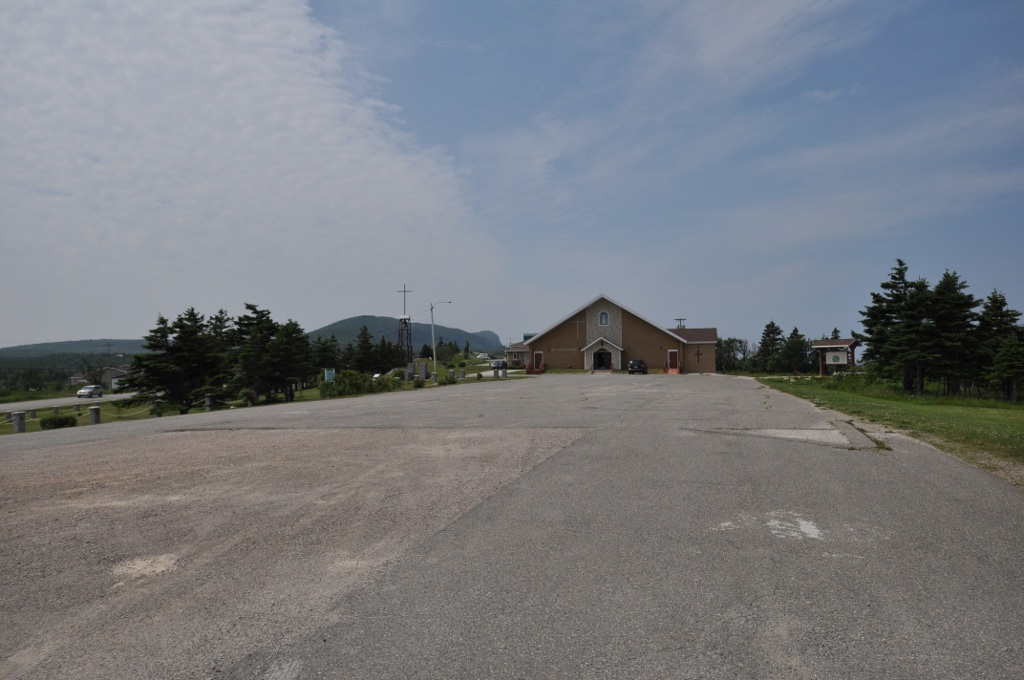
Kerk van Lourdes
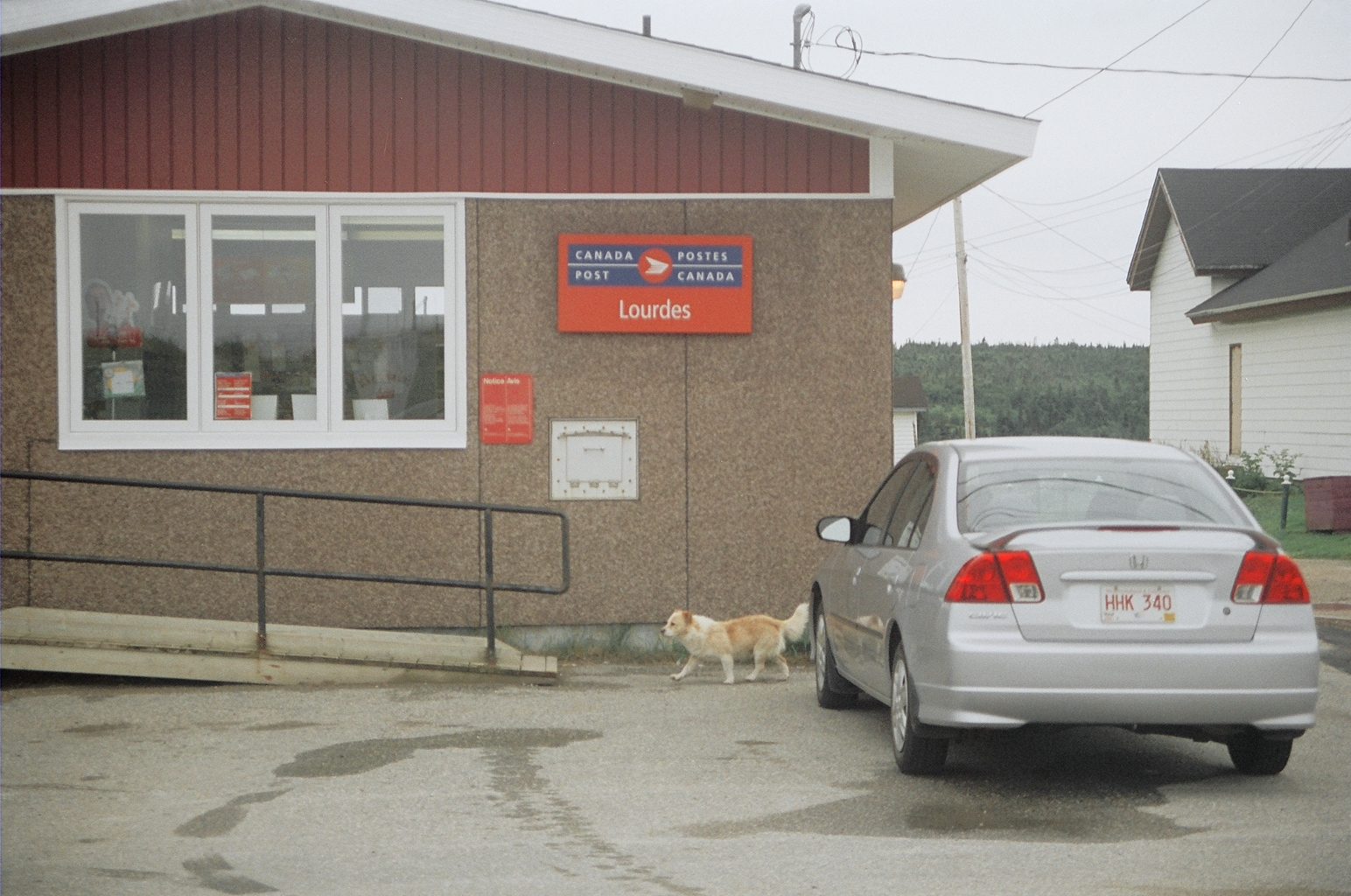
Gemeentelijk postkantoor
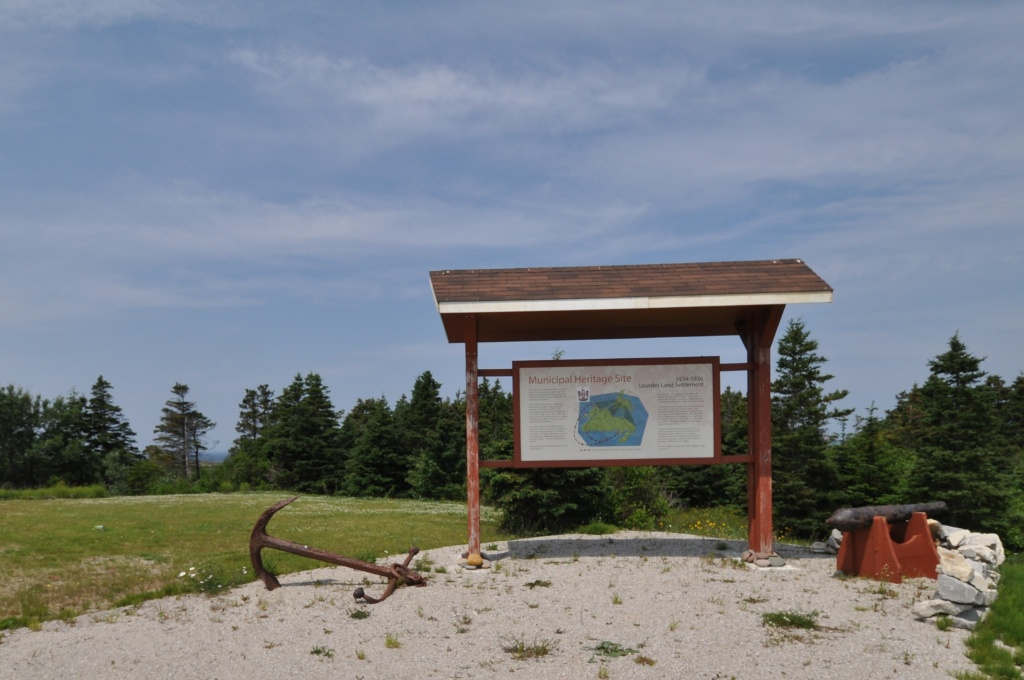
Geschiedkundig informatiepaneel